# Ibarbengoa (métro de Bilbao)
Ibarbengoa est une station de la ligne 1 du métro de Bilbao. Elle est située à Andra Mari sur le territoire de la commune de Getxo, dans le Grand Bilbao, province de Biscaye de la communauté autonome du Pays Basque, en Espagne.

## Situation sur le réseau
Établie en surface, la station Ibarbengoa de la ligne 1 du métro de Bilbao est située, entre la station Bidezabal, en direction du terminus Etxebarri, et Berango au nord-est, en direction de Plentzia. Elle se trouve en zone tarifaire 2.

Plan du métro.

## Histoire
La station Ibarbengoa est construite entre 2008 et 2011, elle constitue la seule station fantôme du métro de Bilbao avant son ouverture aux voyageurs le 15 juin 2020,.

## Services aux voyageurs

### Accueil et accès
Elle dispose d'un accès sur la rue Martiturri.

### Desserte
Ibarbengoa est desservie par des rames de la ligne 1 du métro.

### Intermodalité
Un parc relais est établi à proximité de la station.